# Gaio de Éfeso
Gaio (português europeu) ou Caio (português brasileiro) era o bispo de Éfeso, mencionado na Terceira Epístola de João como um homem generoso e hospitaleiro que dava abrigo aos missionários em sua casa e exercia na Igreja o cargo de presbítero.

## Etimologia
O nome de Gaio é um tanto controverso, pois o nome provém do latim Gaius, que se traduz para a lingua portuguesa como Caio.
Porém, alguns se opõem a etimologia latina, afirmando que este nome provém do grego Gaios, deste modo o correto é de fato, Gaio.

## História
Lucas, no livro de Atos faz menção de um companheiro de Paulo, oriundo da Macedônia, e que se chamava Gaio: «E encheu-se de confusão toda a cidade e, unânimes, correram ao teatro, arrebatando a Gaio e a Aristarco, macedônios, companheiros de Paulo na viagem.» (Atos 19:29)
Num outro versículo, Lucas relata que Gaio, bem como Aristarco e Timóteo, seriam da cidade de Tessalônica: «E acompanhou-o, até à Ásia, Sópater, de Bereia, e, dos de Tessalônica, Aristarco, e Segundo, e Gaio de Derbe, e Timóteo, e, dos da Ásia, Tíquico e Trófimo.» (Atos 20:4)
Paulo, por sua vez, faz menção a alguém de nome Gaio em suas epístolas, na casa de quem disse estar hospedado quando escreveu sua carta à Igreja de Roma, quando se encontrava em Corinto por volta do ano 57 a era cristã:«Saúda-vos Gaio, meu hospedeiro, e de toda a igreja. Saúda-vos Erasto, procurador da cidade, e também o irmão Quarto.» (Romanos 16:23)
Numa das cartas à Igreja em Corinto, Paulo disse ter batizado a Gaio: «Dou graças a Deus, porque a nenhum de vós batizei, senão a Crispo e a Gaio.» (I Coríntios 1:14)
Sendo assim, é bem provável que se tratem das mesmas pessoas mencionadas por Lucas, Paulo e João em suas respectivas obras, em razão da hospitalidade que seria uma das característica da personalidade deste personagem.